# Breonia
Breonia es un género con 28 especies de plantas con flores perteneciente a la familia Rubiaceae. Es originaria de Madagascar.

## Especies seleccionadas
- Breonia boivini
- Breonia capuronii
- Breonia chinensis
- Breonia citrifolia
- Breonia coriacea
- Breonia cuspidata[2]

## Sinonimia
- Anthocephalus A.Rich. (1830).
- Cephalidium A.Rich. (1830).
- Franchetia Baill. (1885).
- Samama Rumph. ex Kuntze (1891), nom. illeg.
- Elattospermum Soler. (1893).
- Neobreonia Ridsdale (1975).[3]